# Staavia staavioides
Staavia staavioides är en tvåhjärtbladig växtart som först beskrevs av Otto Wilhelm Sonder, och fick sitt nu gällande namn av Anthony Vincent Hall. Staavia staavioides ingår i släktet Staavia och familjen Bruniaceae. Inga underarter finns listade.